# 黄宪起
黄宪起（1958年8月—），男，汉族，中华人民共和国政治人物，曾任中共中央党校副校长。现任第十三届全国政协委员。